# The Larks (1950)
The Larks waren eine US-amerikanische Gesangsgruppe, die in den 1950er Jahren Bekanntheit erlangte.

## Geschichte
Die Gruppe entstand Ende der 1920er Jahre, als der Sänger Thermon Ruth die Selah Jubilee Singers in New York City gründete. Später zogen sie nach Raleigh (North Carolina), wo sie eine Radiosendung hatten. Sie nahmen in den 1940er Jahren für Decca Records und andere kleinere Labels auf. 1945 versuchte Ruth, Eugene Mumford von der Gesangsgruppe The Four Interns zu überreden, sich den Selah Jubilee Singers anzuschließen, aber bevor er dies tun konnte, wurde Mumford wegen versuchter Vergewaltigung einer weißen Frau angeklagt, verurteilt und inhaftiert. Er war an dem Verbrechen unschuldig und wurde später vollständig rehabilitiert.
1946 kam Allen Bunn zu The Southern Harmonaires, einer weiteren religiösen Gesangsgruppe, und bald darauf als Gitarrist und zweiter Leadsänger zu den Selah Jubilee Singers. Drei Jahre später beschlossen Ruth und Bunn, eine neue Gruppe zu gründen, The Jubilators. Sie taten sich mit Mumford zusammen, der inzwischen aus dem Gefängnis entlassen worden war, und mit drei Mitgliedern der Southern Harmonaires, David McNeil, Hadie Rowe Jr. und Raymond „Pee Wee“ Barnes.
1950 fuhr die sechsköpfige Gruppe nach New York, um Aufnahmen zu machen. An einem einzigen Tag nahmen sie 17 Songs für vier verschiedene Labels unter vier verschiedenen Namen auf. Als Selah Jubilee Singers nahmen sie vier Gospel-Songs für Jubilee Records auf, bevor sie als The Jubilators für Regal Records in New Jersey Aufnahmen machten. Dann fuhren sie nach Newark und nahmen als The 4 Barons für Savoy Records vier weltliche Blues-Songs auf, darunter Lemon Squeezer. Schließlich fuhren sie zurück zu Apollo Records in Manhattan, wo sie als The Southern Harmonaires vier weitere Gospel-Tracks aufnahmen. Apollo-Eigentümerin Bess Berman unterzeichnete einen Vertrag mit der Gruppe, der es den anderen Unternehmen erlaubte, die bei ihnen gemachten Aufnahmen zu veröffentlichen; die Gruppe jedoch wollte sie eher als weltliche R&B- und nicht als Gospelgruppe vermarkten.
An diesem Punkt wurde die Gruppe zu The Larks (die Lerchen), analog zu anderen, erfolgreichen Gesangsgruppen mit Vogelnamen wie The Ravens (die Raben) und The Orioles (die Pirole). Bei ihren frühesten Aufnahmen When I Leave These Prison Walls und My Reverie war Mumford der Leadsänger; letzteres wurde aufgenommen, nachdem Rowe die Gruppe verlassen hatte, da er zur Armee eingezogen worden war. Der Erfolg in den Charts kam jedoch erst im Jahr 1951, als der Blues Eyesight to the Blind mit Bunn als Leadsänger und an der Gitarre Platz 5 der R&B-Charts erreichte. Darauf folgte ein weiterer R&B-Top-Ten-Hit, Little Side Car, eine Überarbeitung von Big Bill Broonzys Too Many Drivers. Diese Zeit war der Höhepunkt der Popularität der Larks; sie traten in den TV-Shows von Perry Como und Arthur Godfrey auf, tourten mit Percy Mayfield und machten Aufnahmen mit Mahalia Jackson.
Anfang 1952 verließ Bunn jedoch die Gruppe für eine Solokarriere, nahm zuerst Blues für Apollo auf, begleitet von Sonny Terry und Brownie McGhee, und wechselte dann 1953 zu Bobby Robinsons Label Red Robin (auf einigen Platten als „Allen Baum“). Barnes verließ die Larks Anfang 1952, um Session-Gitarrist für R&B, Jazz und Rock ’n’ Roll zu werden. Kurz darauf ging McNeil auch, um Bill Brown bei The Dominoes zu ersetzen. Thermon Ruth zog zurück nach North Carolina, und damit hörten The Larks als Gruppe für eine Weile auf zu existieren.
Gene Mumford schloss sich der Gospelgruppe Golden Gate Quartet an, entschied sich jedoch 1953, zur weltlichen Musik zurückzukehren. Mit Orville Brooks vom Golden Gate Quartet, dem Pianisten Glenn Burgess sowie den Sängern David „Boots“ Bowers und Isaiah Bing von den King Odom Four entstand eine neue Inkarnation der Larks. Bess Berman von Apollo wollte, dass die Gruppe eher Mainstream-Pop anstelle von R&B aufnahm, und sie veröffentlichten eine Reihe von Singles in diesem Sinne. Sie traten auch im Film Rhythm & Blues Revue auf. Der kommerzielle Erfolg blieb jedoch aus und die Larks lösten sich 1955 endgültig auf.

## Nachfolgende Solokarrieren
Mumford schloss sich zuerst den Serenaders und dann David McNeil bei Billy Ward & the Dominoes an, wo er Jackie Wilson ersetzte. Als Leadsänger der Dominoes war er 1957 für zwei große Hits verantwortlich, Stardust und Deep Purple. Später traten sowohl Mumford als auch McNeil als Mitglieder einer Version der Ink Spots auf. Mumford starb 1977. McNeil blieb bis 1989 Mitglied der Fabulous Ink Spots und starb 2005.
Thermon Ruth setzte seine Aktivitäten als prominenter und einflussreicher DJ, MC und Promoter fort. 1955 gelang es ihm zum ersten Mal in der Geschichte der amerikanischen Unterhaltung, eine Gospelgruppe, die Selah Jubilee Singers, für ein kommerzielles Theater zu gewinnen.
Bunn setzte seine musikalische Karriere nach seinen frühen Soloaufnahmen fort, zunächst als Manager und Gitarrist der R&B-Gruppe The Wheels und dann 1956 als eine Hälfte von The Lovers mit Anna Lee Sanford, die seine Frau wurde. Das Paar hatte 1957 mit Darling It’s Wonderful einen kleinen R&B-Hit und 1959 einen weiteren mit It’s Too Late auf Bobby Robinsons Fire-Label, diesmal unter dem Namen „Tarheel Slim and Little Ann“. Er nahm auch im Rockabilly-Stil Songs wie Number Nine Train von 1959 auf. Mitte der 1960er Jahre nahmen Tarheel und Ann Soulmusik auf, und in den frühen 1970er Jahren machte Tarheel Slim weitere Aufnahmen, darunter das Solo-Blues-Album No Time At All bei Trix Records. Daraufhin trat Bunn bis zu seinem Tod 1977 auf Blues- und Folkfestivals auf.